# Vellèches
Vellèches est une commune du Centre-Ouest de la France, située dans le département de la Vienne en région Nouvelle-Aquitaine et dans l'ancienne province de Touraine.

## Géographie

### Géologie et relief
Le paysage s'apparente davantage à la Touraine qu'au Poitou. Vallées et coteaux crayeux assez boisés abritent de nombreux châteaux et gentilhommières, principalement du XVe siècle.
En 2006, 70 % de la superficie de la commune était occupée par l'agriculture et 30 % par des forêts et des milieux semi-naturels. La présence de milieux naturels et semi-naturels riches et diversifiés sur le territoire communal permet d’offrir des conditions favorables à l’accueil de nombreuses espèces pour l'accomplissement de leur cycle vital (reproduction, alimentation, déplacement, refuge). Forêts, landes, prairies et pelouses, cours d’eau et zones humides… constituent ainsi des cœurs de biodiversité et/ou de véritables corridors biologiques.
Le terroir se compose:
- de bornais sableux du Loudunais pour 48 % et de tuffeau jaune (ce sont des sols brun clair sur limons, profonds et humides, à tendance siliceuse) pour 14 % sur les collines et les dépressions sableuses des bordures du Bassin parisien,
- de champagnes ou aubues (ce sont des sols gris clair, argilo-limoneux, sur craie et donc calcaires) pour 38 % sur les autres collines.
- de Groies

La forêt privée représente, en 2007, 583 hectares soit 30 % du territoire communal. Les espaces boisés (la moyenne sur la région Poitou-Charentes est de 15 %, et  29,2 % pour la France) sur le territoire communal contribuent à assurer des fonctions de production (bois d’œuvre mais aussi bois énergie), de protection (espèces, qualité des eaux) et sociales (accueil du public). Les forêts les plus anciennes ou implantées dans des conditions écologiques particulières (pentes, bords de cours d'eau, etc.) abritent en général la biodiversité la plus forte. Mais, au cours de l’histoire, pour répondre aux besoins d'une population rurale importante, la forêt poitevine a été intensément défrichée et surexploitée jusqu’à la révolution industrielle. Environ la moitié des forêts actuelles du Poitou n'existait pas il y a 200 ans.

### Communes limitrophes
| Marigny-Marmande (Indre-et-Loire) | Antogny-le-Tillac (Indre-et-Loire) |                    |
| Mondion                           | Vellèches                          | Dangé-Saint-Romain |
| Leigné-sur-Usseau                 | Antran Usseau                      | Vaux-sur-Vienne    |

### Hydrographie
La commune est traversée par 6 km de cours d'eau, dont la vieleche qui a donné son nom à la commune.

### Climat
Pour des articles plus généraux, voir Climat de la Nouvelle-Aquitaine et Climat de la Vienne.
Historiquement, la commune est exposée à un climat océanique du nord-ouest.  
En 2020, Météo-France publie une typologie des climats de la France métropolitaine dans laquelle la commune est exposée à un climat océanique altéré et est dans la région climatique  Poitou-Charentes, caractérisée par un bon ensoleillement, particulièrement en été et des vents modérés.
Pour la période 1971-2000, la température annuelle moyenne est de 11,5 °C, avec une amplitude thermique annuelle de 14,8 °C. Le cumul annuel moyen de précipitations est de 687 mm, avec 10,6 jours de précipitations en janvier et 6,5 jours en juillet. Pour la période 1991-2020, la température moyenne annuelle observée sur la station météorologique la plus proche, située sur la commune de Courcoué à 15 km à vol d'oiseau, est de 12,5 °C et le cumul annuel moyen de précipitations est de 688,4 mm,. Pour l'avenir, les paramètres climatiques de la commune estimés pour 2050 selon différents scénarios d’émission de gaz à effet de serre sont consultables sur un site dédié publié par Météo-France en novembre 2022.

## Urbanisme

### Typologie
Au 1er janvier 2024, Vellèches est catégorisée commune rurale à habitat très dispersé, selon la nouvelle grille communale de densité à sept niveaux définie par l'Insee en 2022.
Elle est située hors unité urbaine. Par ailleurs la commune fait partie de l'aire d'attraction de Châtellerault, dont elle est une commune de la couronne,. Cette aire, qui regroupe 44 communes, est catégorisée dans les aires de 50 000 à moins de 200 000 habitants,.

### Occupation des sols
L'occupation des sols de la commune, telle qu'elle ressort de la base de données européenne d’occupation biophysique des sols Corine Land Cover (CLC), est marquée par l'importance des territoires agricoles (69,8 % en 2018), une proportion identique à celle de 1990 (69,8 %). La répartition détaillée en 2018 est la suivante : 
terres arables (46,1 %), forêts (30,2 %), zones agricoles hétérogènes (22,3 %), prairies (1,5 %). L'évolution de l’occupation des sols de la commune et de ses infrastructures peut être observée sur les différentes représentations cartographiques du territoire : la carte de Cassini (XVIIIe siècle), la carte d'état-major (1820-1866) et les cartes ou photos aériennes de l'IGN pour la période actuelle (1950 à aujourd'hui).

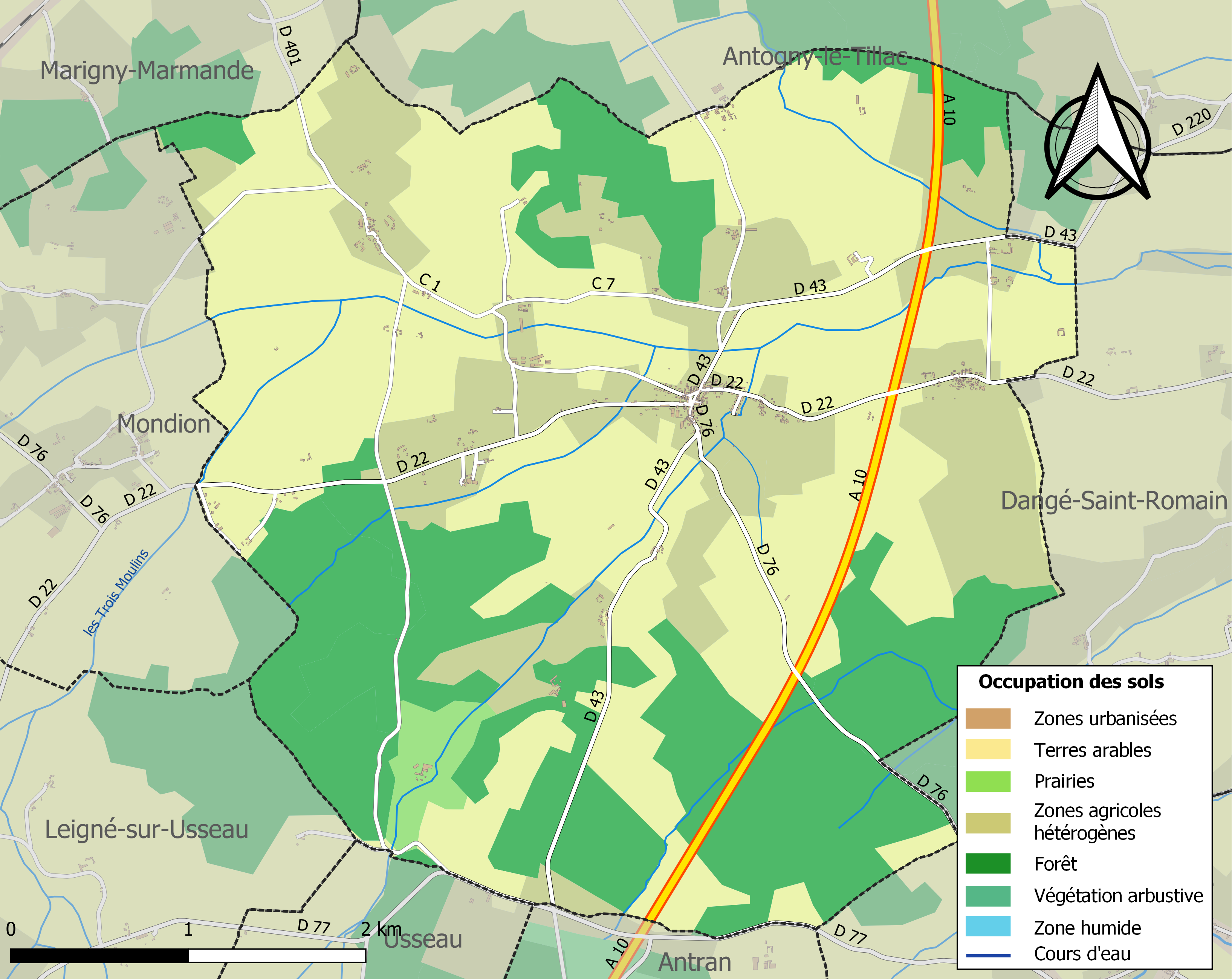
Carte des infrastructures et de l'occupation des sols de la commune en 2018 (CLC).

### Risques majeurs
Le territoire de la commune de Vellèches est vulnérable à différents aléas naturels : météorologiques (tempête, orage, neige, grand froid, canicule ou sécheresse), inondations, feux de forêts, mouvements de terrains et séisme (sismicité modérée). Il est également exposé à un risque technologique,  le transport de matières dangereuses. Un site publié par le BRGM permet d'évaluer simplement et rapidement les risques d'un bien localisé soit par son adresse soit par le numéro de sa parcelle.

#### Risques naturels
Certaines parties du territoire communal sont susceptibles d’être affectées par le risque d’inondation par débordement de cours d'eau. La commune a été reconnue en état de catastrophe naturelle au titre des dommages causés par les inondations et coulées de boue survenues en 1982, 1993, 1999 et 2010,.
Vellèches est exposée au risque de feu de forêt. En 2014, le deuxième plan départemental de protection des forêts contre les incendies (PDPFCI) a été adopté pour la période 2015-2024. Les obligations légales de débroussaillement dans le département sont définies dans un arrêté préfectoral du 29 mai 2015,, celles relatives à l'emploi du feu et au brûlage des déchets verts le sont dans un arrêté permanent du 24 mai 2015,.

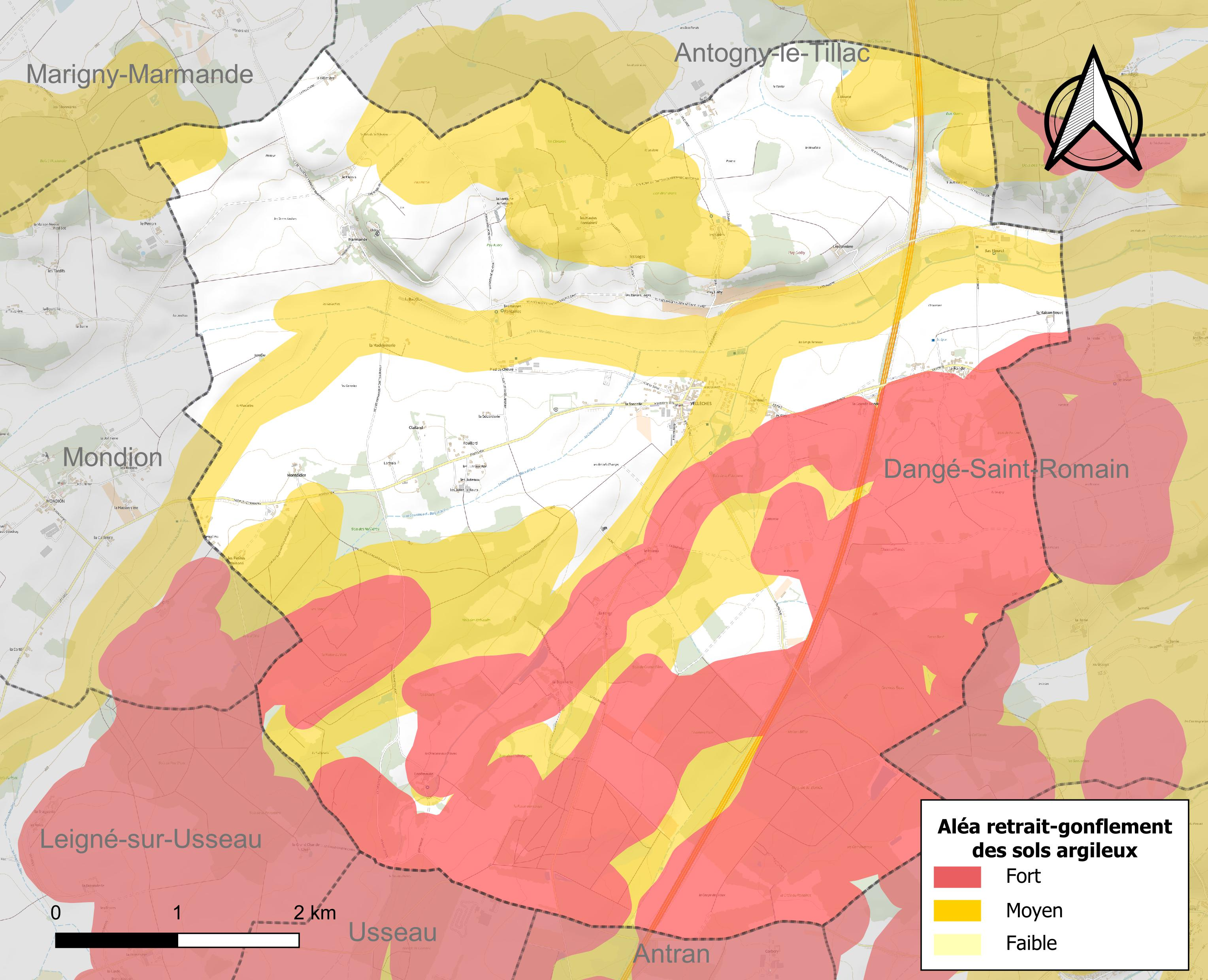
Carte des zones d'aléa retrait-gonflement des sols argileux de Vellèches.

Les mouvements de terrains susceptibles de se produire sur la commune sont des affaissements et effondrements liés aux cavités souterraines (hors mines) et des tassements différentiels. Afin de mieux appréhender le risque d’affaissement de terrain, un inventaire national permet de localiser les éventuelles cavités souterraines sur la commune. Le retrait-gonflement des sols argileux est susceptible d'engendrer des dommages importants aux bâtiments en cas d’alternance de périodes de sécheresse et de pluie. 66,5 % de la superficie communale est en aléa moyen ou fort (79,5 % au niveau départemental et 48,5 % au niveau national). Depuis le 1er octobre 2020, en application de la loi ÉLAN, différentes contraintes s'imposent aux vendeurs, maîtres d'ouvrages ou constructeurs de biens situés dans une zone classée en aléa moyen ou fort,.
La commune a été reconnue en état de catastrophe naturelle au titre des dommages causés par des mouvements de terrain en 1999 et 2010.

## Toponymie
Vellèches tire son nom d'un petit ruisseau homonyme, aujourd'hui Ruisseau des Trois Moulins, qui se jette dans la Vienne.
La Vielèche traverse la commune à partir de Marmande en provenance de Mondion, Leigné-sur-Usseau où elle prend sa première source au lieu-dit la Poublaie.
Ce ruisseau est alimenté par plusieurs sources, plusieurs fontaines sur toute la commune, ce qui valu le nom au Moyen Âge, Val Lecce : la "vallée du lait". Mais le lait a ici pour sens l'eau, source de vie. D'où le nom de VIELÈCHE pour le cours d'eau et la commune. Et Vellèches beaucoup plus tard pour la commune.

## Histoire
À partir du début du XIIe siècle, Vellèches fut une possession de l'abbaye Sainte-Croix de Poitiers. Les moniales y avaient un prieuré. L'église était, alors, dédiée à sainte Radegonde. À partir du XVIe siècle, elle le sera sous son nom actuel : Notre-Dame.
Une dame de Vellèches était la favorite du roi François Ier au XVIe siècle, il la rencontrait au château du Chillou sur la commune actuelle de Jaulnay.

## Politique et administration

### Liste des maires
| Période                                  | Période      | Identité            | Étiquette | Qualité |
| ---------------------------------------- | ------------ | ------------------- | --------- | ------- |
| Les données manquantes sont à compléter. |              |                     |           |         |
| février 2015                             | janvier 2018 | Christelle Vaneroux |           |         |
| janvier 2018                             | juin 2022    | Frédéric Schmitt    |           |         |
| juin 2022                                | En cours     | Thierry Daulard     |           |         |

### Instances judiciaires et administratives
La commune relève du tribunal d'instance de Poitiers, du tribunal de grande instance de Poitiers, de la cour d'appel  de Poitiers, du tribunal pour enfants de Poitiers, du conseil de prud'hommes de Poitiers, du tribunal de commerce de Poitiers, du tribunal administratif de Poitiers et de la cour administrative d'appel  de  Bordeaux,  du tribunal des pensions de Poitiers, du tribunal des affaires de la Sécurité sociale de la Vienne, de la cour d’assises de la Vienne.

## Démographie
L'évolution du nombre d'habitants est connue à travers les recensements de la population effectués dans la commune depuis 1793. Pour les communes de moins de 10 000 habitants, une enquête de recensement portant sur toute la population est réalisée tous les cinq ans, les populations de référence des années intermédiaires étant quant à elles estimées par interpolation ou extrapolation. Pour la commune, le premier recensement exhaustif entrant dans le cadre du nouveau dispositif a été réalisé en 2006.

En 2022, la commune comptait 349 habitants, en évolution de −4,38 % par rapport à 2016 (Vienne : +0,6 %, France hors Mayotte : +2,11 %).
| 1793 | 1800 | 1806 | 1821 | 1831 | 1836 | 1841 | 1846 | 1851 |
| ---- | ---- | ---- | ---- | ---- | ---- | ---- | ---- | ---- |
| 420  | 339  | 499  | 419  | 411  | 494  | 484  | 498  | 497  |

| 1856 | 1861 | 1866 | 1872 | 1876 | 1881 | 1886 | 1891 | 1896 |
| ---- | ---- | ---- | ---- | ---- | ---- | ---- | ---- | ---- |
| 484  | 507  | 486  | 465  | 455  | 493  | 488  | 478  | 470  |

| 1901 | 1906 | 1911 | 1921 | 1926 | 1931 | 1936 | 1946 | 1954 |
| ---- | ---- | ---- | ---- | ---- | ---- | ---- | ---- | ---- |
| 439  | 456  | 463  | 424  | 436  | 458  | 456  | 442  | 502  |

| 1962 | 1968 | 1975 | 1982 | 1990 | 1999 | 2006 | 2011 | 2016 |
| ---- | ---- | ---- | ---- | ---- | ---- | ---- | ---- | ---- |
| 508  | 491  | 405  | 387  | 350  | 358  | 371  | 396  | 365  |

| 2021 | 2022 | - | - | - | - | - | - | - |
| ---- | ---- | - | - | - | - | - | - | - |
| 352  | 349  | - | - | - | - | - | - | - |

En 2008,selon l'Insee, la densité de population de la commune était de 19 hab./km2, 61 hab./km2 pour le département, 68 hab./km2 pour la région Poitou-Charentes et 115 hab./km2 pour la France.

## Économie
Selon la direction régionale de l'Alimentation, de l'Agriculture et de la Forêt de Poitou-Charentes, il n'y a plus que 23 exploitations agricoles en 2010 contre 29 en 2000.
Les surfaces agricoles utilisées ont paradoxalement augmenté de 7 % et sont passées de 1 040 hectares en 2000 à 1 123 hectares en 2010 dont 67 irrigables. Ces chiffres indiquent une concentration des terres sur un nombre plus faible d’exploitations. Cette tendance est conforme à l’évolution constatée sur tout le département de la Vienne puisque de 2000 à 2007, chaque exploitation a gagné en moyenne 20 hectares.
49 % des surfaces agricoles sont destinées à la culture des céréales (blé tendre essentiellement mais aussi orges et maïs), 25 % pour les oléagineux (colza et tournesol), 14 % pour le fourrage et 1 % reste en herbe. En 2000, 4 hectares (1 en 2010) étaient consacrés à la vigne.
Quatre exploitations en 2010 comme en 2000 abritent un petit élevage d'ovins exclusivement destiné à la production de viande (161 têtes en 2010 contre 176 têtes en 2000). L'élevage industriel de volailles a disparu au cours de cette décennie (17 298 têtes en 2000 réparties sur 15 fermes).

## Culture locale et patrimoine

### Lieux et monuments

#### Église Notre-Dame
Église Notre-Dame du XIIe siècle restaurée au XIXe siècle avec un beau clocher-porche. L'église est inscrite comme monument historique depuis 2001.
L'église a été construite au XIIe siècle en plusieurs étapes.
Le clocher a été plaqué sur la façade romane primitive. Il est consolidé par des contreforts plats au nord et au sud. Les contreforts situés à l'ouest sont saillants et alourdissent le monument. Les douze premiers mètres sont dépourvus de baies. Le beffroi, est haut de 4 m. Il est percé de baies géminées en plein cintre sur chacune de ses faces. Il est couronné par une petite corniche moulurée. L'intérieur du clocher est voûté, à mi-hauteur, par une coupole octogonale portée dans chaque angle par un modillon. Contre le mur nord, des épitaphes sont déposées. Elles datent du XVIIe siècle.
Le chevet est renforcé par des contreforts. Ses trois baies sont ornées du petit ruban plissé dit « ruban angevin ». Sous le débord du toit, la corniche, en partie conservée, a des modillons sculptés.
L'accès à l'église Notre-Dame se fait de nos jours par la porte nord. Elle plus petite que l'ancien, ne porte du mur sud aujourd'hui murée. Elle est en plein cintre. La porte ouest, est quant à elle, en arc brisé à deux rouleaux.
La nef, le chœur et l'abside sont du début du gothique. La nef est un vaisseau unique composé de trois travées. Le mur nord est doté à l'extérieur, de contreforts plats. Il est sans ouvertures. À l'intérieur, dans la troisième travée, un enfeu a été aménagé dans l'épaisseur du mur. Le mur sud est, quant à lui, percé de trois baies. Les deux premières travées présentent une grande arcade en plein cintre. Dans la troisième, le mur reconstruit en avancée d'environ 70 cm, a fait disparaitre ce dispositif architectural. Ces arcades ouvraient sur la chapelle Sainte-Catherine. Cette chapelle a été fondée en 1351 par un seigneur local. Elle doublait la nef au sud. Elle aurait été démolie au cours des guerres de Religion ainsi que le logis prieural qui jouxtait l'église de ce côté.
Le chœur comprend une travée droite et l'abside. la travée a une voûte quadripartite dont les ogives retombent sur des colonnes engagées à chapiteaux. Ces derniers sont sculptés de feuilles d’acanthe ou de palmettes. Les voûtes de l'abside est en cul-de-four. Elle est raidie par quatre grosses nervures moulurées en tores. La clé de voute est sculptée d'un grand ange, les bras ouverts c'est-à-dire en adoration. Il tient dans sa main droite un globe. Ces voûtes sont de style gothique angevin. Le vitrail de l'axe date de 1862. Il a été réalisé par l'atelier tourangeau Lobin. Il représente la Vierge, debout, dans une mandorle avec sous ses pieds la lune.
À la fin du XIXe siècle, une sacristie a été rajoutée. Au-dessus de la porte, un tableau du XVIIe siècle représente le baptême du Christ. Un autre tableau, côté nord représente une Vierge à l'Enfant.
L'église abrite un beau retable de pierre du XVIIe siècle. Le médaillon du vitrail de la deuxième baie représente Saint-Joseph. Il est signé J. Fournier dont l'atelier était à Tours et est daté de 1898. Des restes de stalles dans le chœur rappellent que Vallèches a été un prieuré de moniales.

#### Autres monuments
- Le château de Marmande ( Classé MH (2015)) : situé au nord-ouest du village, c'est un ensemble de fortifications des Xe et XVIIe siècles. Il se dresse sur un plateau escarpé. Le donjon et la tour d'escalier de forme octogonale de 40 m de hauteur sont d'une grande qualité de construction. Par ailleurs, le château possède un important réseau de souterrains aménagés mais non accessibles aux visiteurs.

Troisième puissance des huit baronnies les plus importantes de Touraine, depuis le Xe siècle, son baron portait l’archevêque de Tours lors de son intronisation depuis la basilique saint Matin jusqu'à la cathédrale Saint Gatien. Il était le deuxième de dextre par derrière, sénéchal dapifere, il s'occupait des cuisines et, à la fin des banquets avait droit de ramener les plats chez lui. Ces droits et privilèges, il les détenait depuis Saint Martin de Tours, pour on ne sait quel service au Saint-homme.Est-ce en lien avec le fait que Marmande était le poste frontière entre la Touraine et le Poitou, entre la Neustrie et L'Aquitaine, entre la langue d'oïl et la langue d'oc. Toujours est-il que Marmande, au XVe siècle était toujours l'un des quatre barons rescapés pour ce privilège et cela, jusqu'à la Révolution Française.
- Au sud de Vellèches, le château de Valençay date des XVe et XVIIe siècles. Il possède un pigeonnier en contrebas.
- Gentilhommière de la Rie dont la grange et le porche ont été inscrits comme monument historique en 1976.
- Dans Le bourg, à côté de la mairie et en face de la boucherie, il reste l'ancienne usine métallurgique Remerand, c'est là qu'a été inventée la charrue Braband.
- Au sud dans la forêt, les restes de l'ancienne abbaye de Fontmore (ou Foumore, Font-Maure) abbaye de l'ordre de Grandmont dépendant de Marmoutier, rattaché au diocèse de Tours.

c'est aussi le plus ancien site néolithique de la région (du moustérien), des fouilles archéologiques y ont recelé des pièces très rares entreposées au musée du grand -Pressigny et à l’hôtel Goin à Tours (Propriété de la SAT ). Des bifaces, des lames... taillés dans une jaspe. La fameuse jaspe de Font-Maure, jaspe aux sept couleurs, unique au monde. On en retrouve des exemplaires à Mexico. Pendant la 2e guerre mondiale, un énorme bloque de plusieurs tonnes a été emmené par l'occupant, par train jusqu'à Munich. Après plusieurs tentatives de découpage pour joaillerie, les Allemands ont cassé toutes leurs lames de diamants pour laisser le bloc intact.

### Patrimoine naturel
La commune abrite sur son territoire deux zones naturelles classées d’intérêt écologique, faunistique et floristique (ZNIEFF).

#### Les bois Pierrières et Blanchards
Elle englobe la pointe sud-est d’un secteur boisé formant un ensemble plus ou moins morcelé de petits bois privés traversé par l’ autoroute A10 implanté sur les communes de Dangé-Saint-Romain et Vellèches. Surplombant d’une trentaine de mètres le vallon formé par le ruisseau des Trois Moulins (la vieleche), le bois des Pierrières et le bois Blanchard forment deux entités bien distinctes.
Le bois Pierrières se trouve sur des affleurements de craie turonienne et des sols calcaires limono-argileux peu profonds. L’habitat forestier est composé de chênaie pubescente thermophile à chêne pubescent et de chêne vert. Cette  dernière essence est typiquement méditerranéenne. Elle possède en région Poitou-Charentes une répartition très tranchée : commun et abondant sur les dunes littorales, elle se raréfie considérablement vers l’intérieur, où elle se cantonne alors sur les substrats calcaires les plus superficiels, dans des sites climatiquement privilégiés. Ses colonies s’égrènent ainsi du sud du département de la Charente au nord de celui de la Vienne et elles sont de moins en moins abondantes au fur et à mesure que l’on remonte vers le nord. Le bois des Pierrières peut être considéré comme une de ses zones d’implantation la plus septentrionale en France. Sur le site, le chêne est d’ailleurs accompagné par diverses autres plantes thermophiles, telles que la Germandrée des montagnes ou la Brunelle à grandes fleurs, qui renforcent le caractère d’îlot "méridional" de ce coin du nord de la Vienne.
Le bois Blanchard occupe des sols sableux profonds développés sur argile et grès du Turonien supérieur. L’habitat forestier est composé de chêne pédonculé et de châtaigniers. Ils sont accompagnés, en sous-strate, d’Ajonc d’Europe, de Fougère aigle et d’Alisier de Fontainebleau. Cette dernière essence est un grand arbuste ou petit arbre caducifolié qui ne dépasse pas 15 m de hauteur, à feuilles largement ovales, faiblement lobées et dentées. Il est une endémique dans l’Ouest de l’Europe et présent en France dans un petit quart Nord-Est où il est toujours rare et disséminé. L’espèce est, d’ailleurs, protégée au niveau national. En Poitou-Charentes, sur la marge occidentale de son aire de répartition, l’espèce est localisée à un unique secteur du Châtelleraudais, sur les communes de Dangé-Saint-Romain et Vellèches, en petites populations disjointes qui ne possèdent à chaque fois qu’un faible nombre de pieds (moins d’une dizaine en général).

#### Le bois de la Bonde et les brandes de la Corbery
Le bois de la Bonde et les brandes de la Corbery se situent dans l’extrême nord du département de la Vienne, aux confins des régions Poitou-Charentes et Pays de la Loire, sur les territoires des communes de Antran, Usseau, Vaux-sur-Vienne et Vellèches. Ces deux sites  sont recouverts de bois et de landes. Ils occupent un haut plateau siliceux qui domine la rive gauche de la Vienne.
Sur ce territoire, comme dans tout le nord-ouest du département actuel de la Vienne, entre les villes de Châtellerault et de Loudun, les formations crétacées sont recouvertes de sols sableux ou limoneux, acides et hydromorphes, riches en cailloux et blocs siliceux, dénommés : les "bornais". Sur ces terres de médiocre qualité, la forêt et la lande ont longtemps dominé. La végétation était, autrefois, périodiquement incendiée afin de régénérer la production herbacée et offrir, ainsi, un pâturage aux animaux. Les cultures céréalières étaient plutôt réservées aux plaines calcaires.
De nos jours la moitié du site a été plantée de résineux et a perdu, ainsi, une partie de sa spécificité. Toutefois, la zone a quand même pu conserver un certain nombre des habitats typiques hérités de ces anciennes activités agro-sylvo-pastorales. Ainsi, la chênaie calcifuge composée de chênes sessiles et de chênes pédonculés existe toujours. Elle est mêlée avec des sorbiers, des trembles et des châtaigniers. La chênaie alterne avec des landes atlantiques à «brande» ou bruyère à balais et ajoncs. En outre, le bois de la Bonde a été morcelé par le passage de l’autoroute A10. Malgré ces modifications récentes, le site offre encore un fort intérêt biologique qui se manifeste notamment dans sa richesse ornithologique et qui a justifié son classement comme zone naturelle d'intérêt écologique, faunistique et floristique (ZNIEFF).
Parmi les quelque 50 espèces d’oiseaux répertoriées sur ce territoire, 11 sont particulièrement rares et font l’objet d’une protection au niveau national (Bouvreuil pivoine Huppe fasciée, Locustelle tachetée, Mésange huppée, Moineau friquet, Pipit rousseline). Le Busard Saint-Martin et le Busard cendré, deux élégants rapaces gris pâle au vol onduleux et bas nichent sur la zone. En revanche, le Circaète Jean-le-Blanc, un grand rapace méridional, vient des boisements alentour pour capturer dans la lande les serpents et autres reptiles qui représentent l’essentiel de son régime alimentaire. Parmi les passereaux, on remarque surtout la présence de la Fauvette pitchou, qui a trouvé dans les étendues de bruyère à balais, un milieu de substitution aux maquis méditerranéens qui constituent son biotope d’origine. L’Engoulevent d’Europe chasse, à la nuit tombée, au-dessus de la lande et dans les clairières de la forêt, les gros insectes nocturnes qui constituent l'essentiel de sa nourriture. Le Faucon hobereau, un petit rapace sombre, amateur lui aussi de gros insectes et de petits passereaux, chasse aussi à la tombée de la nuit mais juste avant l'Engoulevent d’Europe.